# Nova Mîkolaiivka, Nemîriv
Nova Mîkolaiivka (în ucraineană Нова Миколаївка) este un sat în comuna Vorobiivka din raionul Nemîriv, regiunea Vinnița, Ucraina.

## Demografie
Componența lingvistică a localității Nova Mîkolaiivka
     Ucraineană (91,43%)
     Rusă (8,57%)
Conform recensământului din 2001, majoritatea populației localității Nova Mîkolaiivka era vorbitoare de ucraineană (91,43%), existând în minoritate și vorbitori de rusă (8,57%).